# Nábojová převodovka

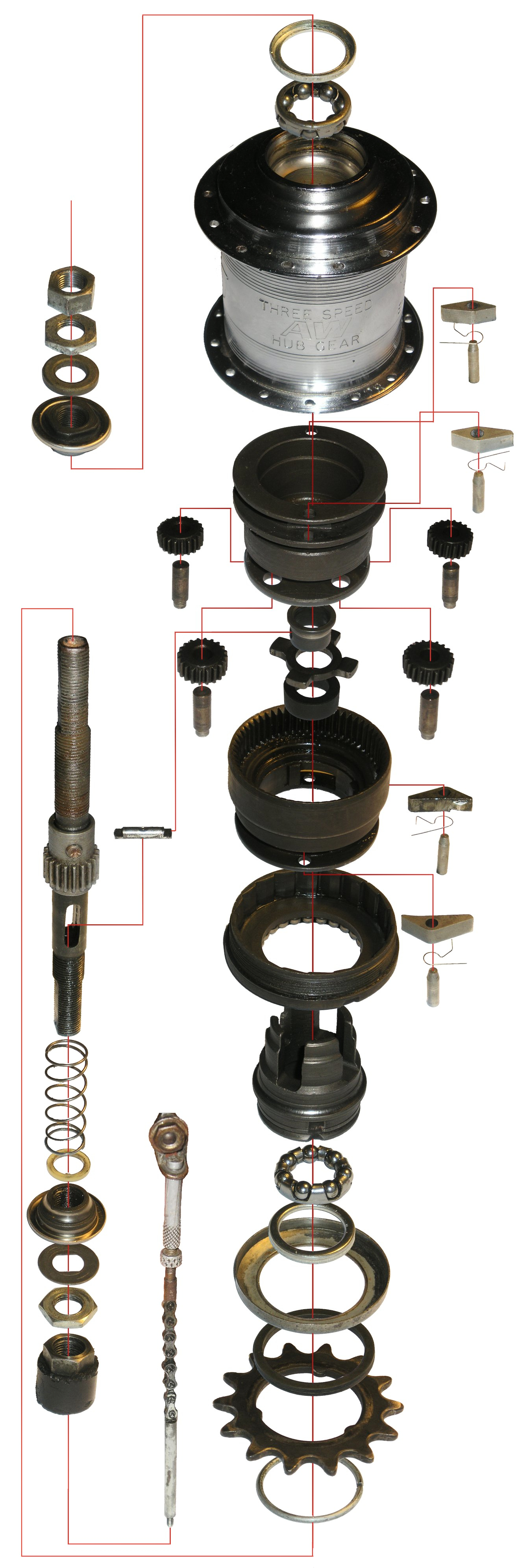
Převodovka Sturmey Archer z roku 1988 rozebraná na díly

Nábojová převodovka je označení pro obvykle planetové převodovky (případně pro variátor) zapouzdřené v nábojích jízdních kol. Někdy se pro ně používá také termín zapouzdřená převodovka. Z hlediska obsluhy se jedná o manuální převodovku.

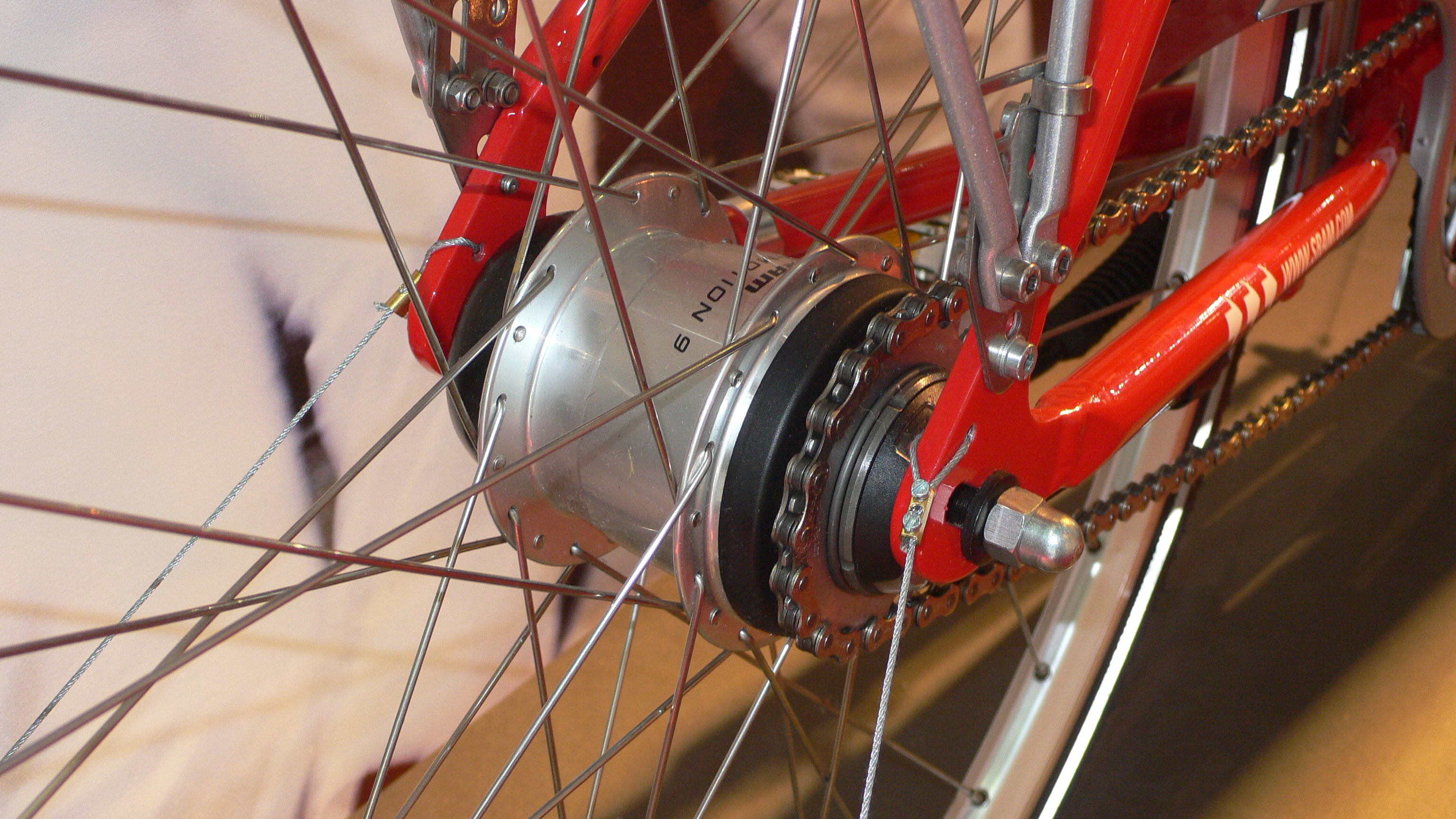
Devítirychlostí nábojová převodovka SRAM (cyklistika) i-Motion 9 namontovaná v jízdním kole

## Výhody a nevýhody
Mezi základní výhody zapouzdřených převodovek patří právě zapouzdřenost, díky které jsou choulostivé části systému chráněny před nečistotami, deštěm, i před mechanickým poškozením. Zároveň je možné používat i silnější a odolnější řetěz, protože na rozdíl od systémů s přesmykači není potřeba, aby se k zadnímu kolu vešlo mnoho koleček o tloušťce řetězu. Pokud je pro změnu převodů použito jen nábojové převodovky, má řetěz vyšší životnost i proto, protože nedochází k jeho kroucení při přehazování. Celkově je tak údržba nábojové převodovky méně náročná na prostředky i na čas, což je jeden z hlavních důvodů, proč půjčovny městských kol jako je Vélib' nebo Vélo'v používají kola s nábojovými převodovkami. Z hlediska městského provozu je další výhodou také skutečnost, že řetěz nepohybující se do stran je možné snadno zakrytovat a tak chránit oblečení městského cyklisty.
Zásadní nevýhodou nábojových převodovek je jejich vysoká pořizovací cena. Zejména varianty s mnoha převody mívají horší účinnost než adekvátní dobře promazaný a udržovaný přesmykačový systém. Obvykle jsou také o něco těžší než přesmykačový systém.

## Historie
První patent na nábojovou převodovku s dvěma převody se objevil ve Spojených státech amerických již v roce 1895, ale jeho výrobce na trhu neuspěl. William Reilly si o rok později patentoval podobný dvoupřevodový princip v Anglii a od roku 1898 ho pod jménem 'The Hub' začal prodávat. Na rozdíl od svého amerického předchůdce uspěl a v roce 1902 navázal návrhem převodovky s třemi převody. V rámci různých převodů práv ji začala o něco později vyrábět firma Sturmey Archer. V kontinentální Evropě začala vyrábět nábojové převodovky jako první německá firma Fichtel und Sachs v roce 1904. 
V roce 1909 bylo v Británii už celkem 14 různých modelů nábojových převodovek s třemi převody.

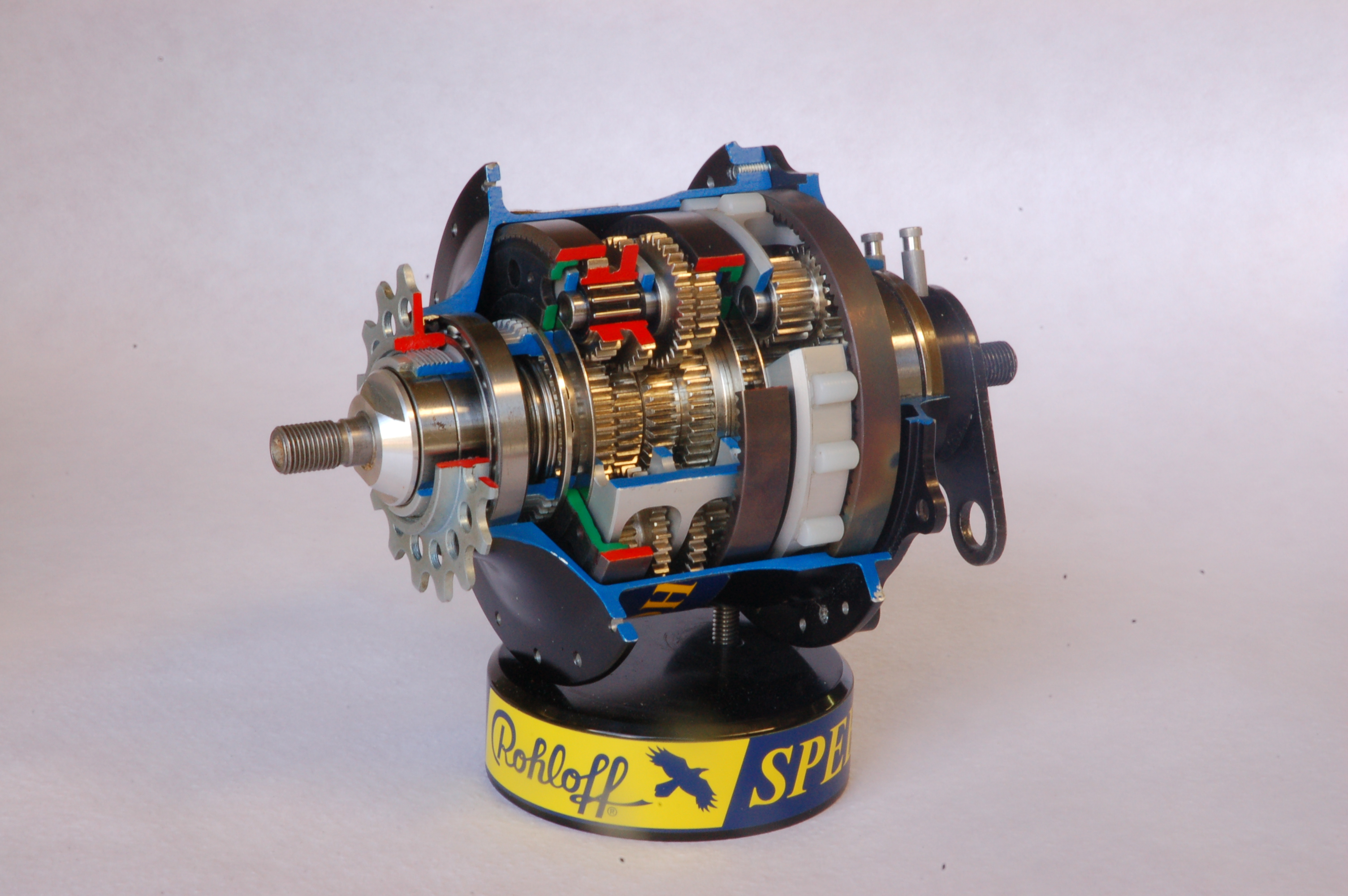
Částečně odhalený vnitřek nábojové převodovky Rohloff Speedhub

V roce 1987 byly na trhu pouze dvou, tří a pěti převodové náboje, ale se zvyšující se poptávkou se začala rozšiřovat i nabídka. V roce 2008 tak bylo možné zakoupit od firmy Sturmey-Archer tří, pěti a osmi převodové převodovky, od firmy SRAM (která podědila znalosti od firmy Fichtel und Sachs) tří, pěti, sedmi a devítipřevodové převodovky.
Firma Rohloff vyrábí dokonce čtrnáctipřevodovou převodovku Rohloff Speedhub a firma NuVinci vyrábí variátor s plynulou změnou převodu.
Novým uplatněním pro nábojové převodovky se v druhé polovině 20. století stala skládací kola, firmy Dahon i Brompton Bicycle své lepší modely nabízejí s nábojovými převodovkami.